# Cherry Vanilla
Kathleen Dorritie, conocida como Cherry Vanilla (Woodside, Nueva York, 1943) es una cantante, compositora, publicista y actriz estadounidense. Colaboró con artistas como Andy Warhol, trabajó como publicista para David Bowie, todo esto, antes de convertirse en una de las pioneras del nuevo género que estaba saliendo por aquel entonces, el punk rock en Estados Unidos en los años 70. Posteriormente se convirtió en publicista de Vangelis.
En 1984 participó del disco The Pro And Cons Of Hitch Hiking de Roger Waters.

## Biografía
Kathleen Dorritie nació en Woodside, Nueva York.  Adoptando el nombre artístico de "Cherry Vanilla", protagonizó las producciones londinenses de la obra de teatro de Andy Warhol, "Pork", dirigida por Tony Ingrassia, y otras obras de teatro, que incluían un papel de enfermera necrofílica. Trabajó para MainMan LTD como publicista de David Bowie, a principios de la década de 1970. Se hizo conocida por sus estrafalarias estrategias de marketing, que incluían una oferta abierta para practicar sexo oral con cualquier DJ que pusiera los discos de Bowie y una serie de comerciales de radio que comenzaban "Hola, mi nombre es Cherry Vanilla y tengo novedades para ti. … "Mientras trabajaba para Radio Hanoi en oposición a la guerra de Vietnam. 
Después de separarse de Bowie en 1974, Vanilla formó su primera banda con Kasim Sulton, que tocó bajo el nombre de su propio nombre artístico " Chery Vanilla". En 1976, formó "Cherry Vanilla & her Staten Island Band" con Buzzy John Vierno en el bajo, Frank La Rocca en la batería, Thomas Morrongiello en la guitarra y Gary Cohen en el piano, fueron de las primeras bandas pioneras del punk rock y la new wave que por aquel entonces se estaban formando en Estados Unidos. El primer material publicado por el grupo fue la canción "Shake Your Ashes", del álbum " Max's Kansas City" de 1976. 1976 también vio el lanzamiento del libro de arte de Vanilla, Pop Tart. 
Su alto perfil en Nueva York fue el impulso para que Miles Copeland III la invitara a Inglaterra a continuar con su carrera musical, es así, que ella aceptó y se mudó a Londres en 1976, y se convirtió en parte de la floreciente escena punk inglesa y firmó contrato con RCA Records. La nueva banda de Cherry Vanilla, está vez con sede en Londres, inicialmente estaba formada por ella, su novio, el guitarrista Louis Lepore, en el piano Zecca Esquibel, junto con el bajista  Gordon Sumner (Líder de la banda de rock The Police), y sus miembros, el guitarrista Henry Padovani y el baterista Stewart Copeland, quienes prestaron sus servicios y equipo a cambio de 15 libras esterlinas por una  noche y como apoyo en su gira, incluida un concierto el 5 de marzo de 1977 en el legendario "Roxy Club" de Londres. (El motivo de apoyo de ese concierto fue para la banda de Copeland, The Police, y luego sería el escenario de las primeras presentaciones en vivo de la banda.
Una formación más consisa de la banda se encontró compuesta por Louis Lepore (guitarra), Zecca Esquibel (teclados), Howie Finkel (bajo) y Michael (Manny) Mancuso (batería). Su primer lanzamiento fue el sencillo "The Punk" en septiembre de 1977, seguido en febrero de 1978 por su álbum debut "Bad Girl". Finkel y Esquibel dejaron la banda y con una serie de reemplazos la banda continuó, lanzando otro sencillo y un su segundo álbum, "Venus D'Vinyl" en 1979. Más tarde Cherry se separó de Lepore y el grupo se disolvió, con Vanilla regresando a los EE. UU."
En 1980 interpretó la narrativa de "Not A Bit - All Of It" de Vangelis (de su álbum See You Later). En 1984, interpretó a la autoestopista y la camarera en el álbum The Pros and Cons of Hitch Hiking del mítico músico Roger Waters (Miembro de la banda de rock Pink Floyd, en su álbum en solitario). En 1987, fue la compositora del documental sobre clubes de boxeo "Broken Noses". Volvió a grabar música a principios de la década de 1990, lanzando "Blue Roses" , con Man Parrish y Barb Morrison, más dos sencillos. "Blue Roses" combina la poesía hablada con la música electrónica.
Su autobiografía, "Lick Me: How I Became Cherry Vanilla", fue publicada en octubre de 2010 por Chicago Review Press. El prólogo fue escrito por Rufus Wainwright . Una canción titulada "Cherry Vanilla" que celebra su carrera, grabada por "The (Fabulous) Cult of John Harley" fue producida por Martin Rushent. La canción se utilizó durante el lanzamiento del libro. El 4 de noviembre de 2010 se llevó a cabo una fiesta de lanzamiento de "Lick Me" en Chateau Marmont en Los Ángeles, donde actuó Rufus Wainwright y Angela Bowie estuvo presente.

## Filmografía
- Let's Get Lost (1988), hace de sí misma.

## Discografía

### Álbumes
- Bad Girl (1978), RCA
- Venus d'Vinyl (1979), RCA
- Blue Roses (with Man Parrish) (1993), E.S.P.

### Singles
- "The Punk" (1977), RCA
- "Liverpool" (1978), RCA Victor – Netherlands only
- "Moonlight" (1979), RCA
- "Fone Sex" (1991), Radikal – with Man Parrish
- "Techno Sex" (1992), Radikal – with Man Parrish

### Libros
- "Lick Me: How I Became Cherry Vanilla" (2010) Chicago Review Press